# اینگلساید (تگزاس)
اینگلساید، تگزاس(به انگلیسی: Ingleside, Texas) شهری در ایالت تگزاس از ایالات جنوبی ایالات متحده آمریکا است. در سرشماری سال ۲۰۰۰، جمعیت این شهر ۹۳۸۸ نفر اعلام شد.